# Peperone

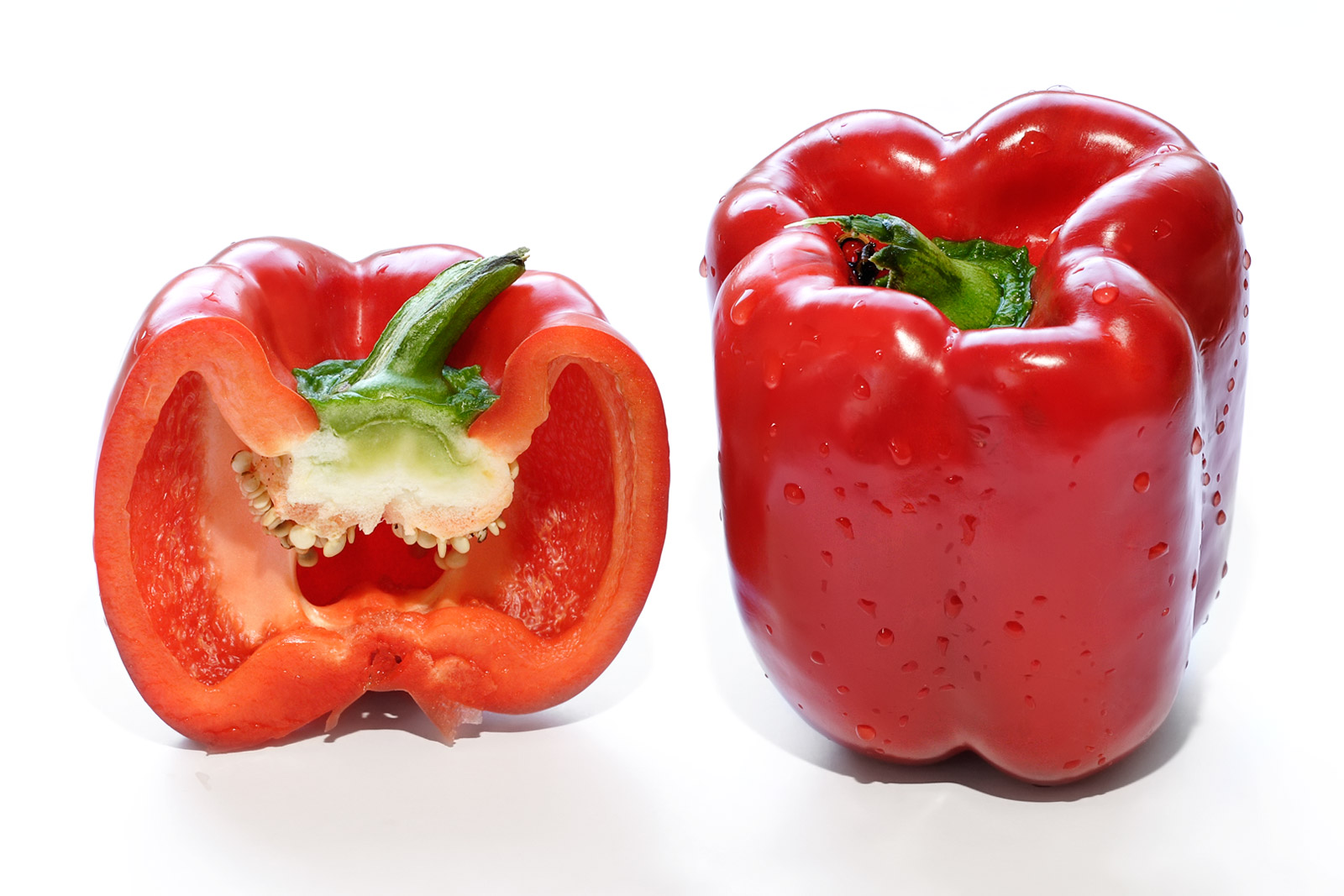
Un peperone rosso a metà e uno intero.

Il peperone è il nome comune dato alla bacca ottenuta da alcune varietà del genere Capsicum e utilizzata come frutta (nello specifico Capsicum annuum).

## Etimologia
Il genere capsicum prende il nome dal latino capsa, cioè "scatola", a causa della sua somiglianza ad un contenitore che ne racchiude i semi. Altra interpretazione è la provenienza dalla voce verbale greca capto (mordo), a causa del loro sapore pungente.

## Descrizione
Le varietà di peperoni producono frutti di differenti forme come allungata, conica, a prisma e persino a globo, superfici lisce o costolute, colori dal verde al violetto e un sapore che può essere sia acre sia dolce. I peperoni vengono consumati sia freschi (crudi o cotti), sia in alcuni casi essiccati (ad esempio il peperone crusco).
Pur provenendo dal medesimo genere di piante, il peperone si differenzia dal peperoncino poiché non contiene la capsaicina, che è invece responsabile della piccantezza del peperoncino: un peperone ha pertanto valore zero nella scala di Scoville, la scala di misura della piccantezza.

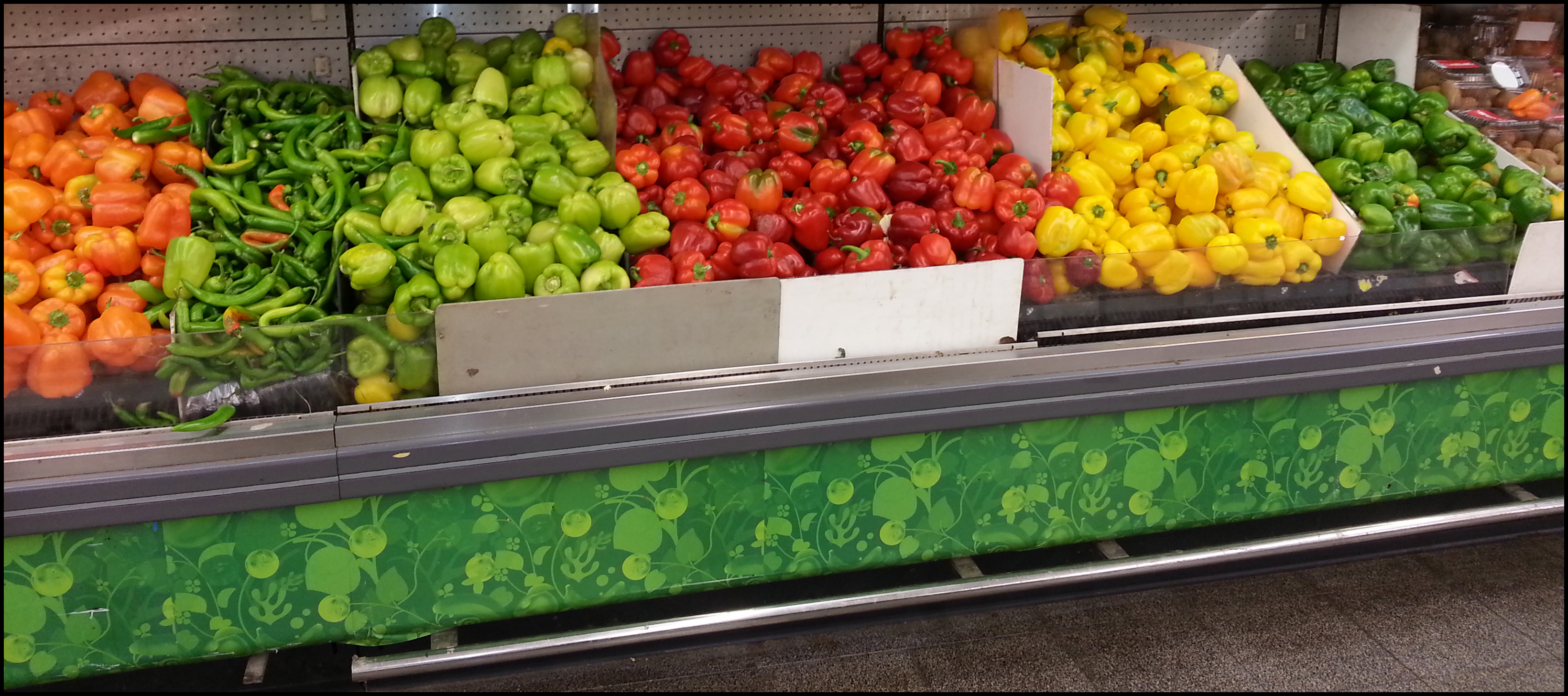
Peperoni in diversi colori.

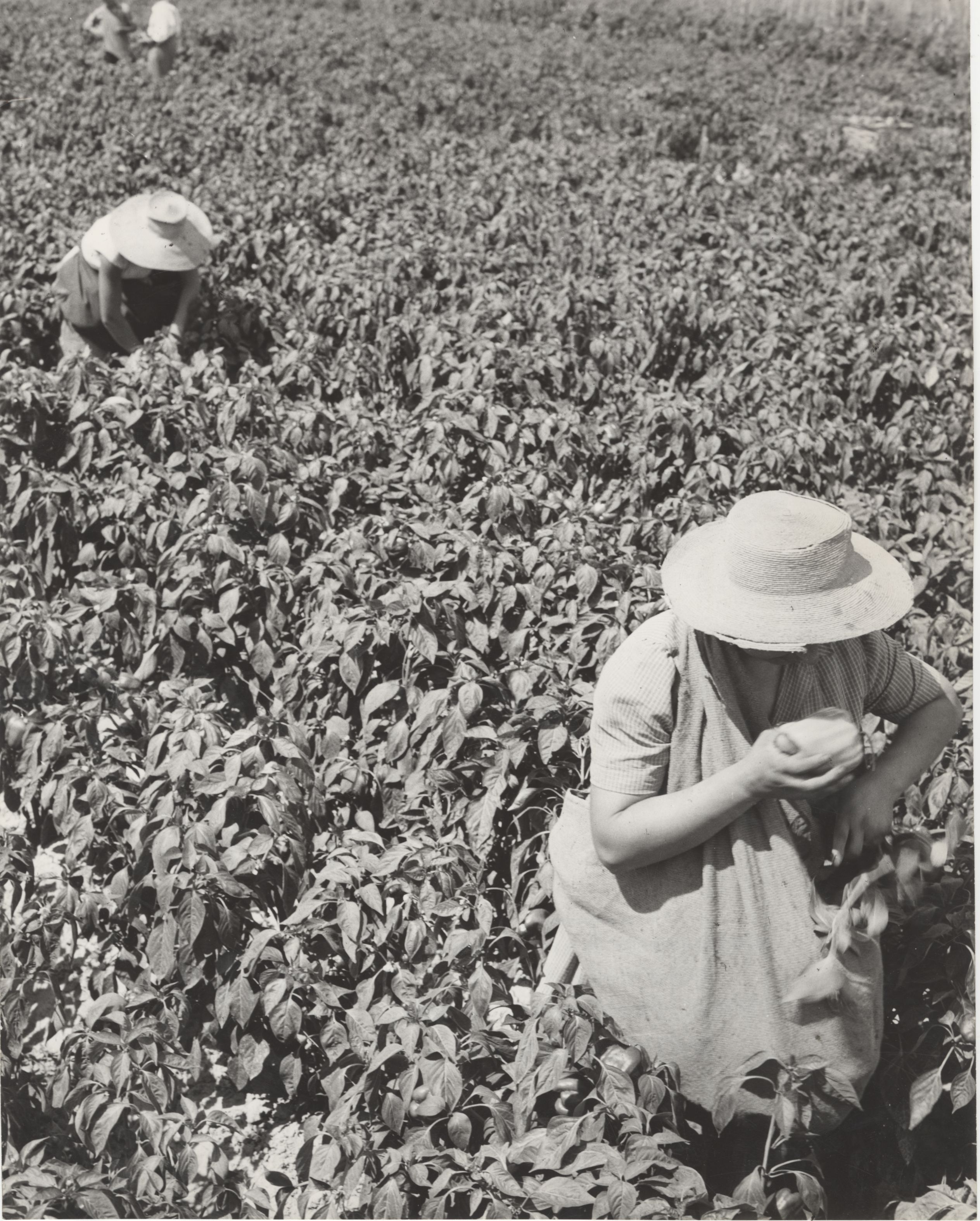
Campo di peperoni in Piemonte nel 1957

## Ricette
Il peperone è originario dei paesi tropicali e subtropicali dell'America Centrale e del Sudamerica.
Privato del picciolo e della parte superiore interna contenente i semi, il peperone è l'ingrediente principale di alcuni piatti (in genere contorni) come la peperonata o i peperoni ripieni. Viene anche utilizzato come antipasto, condito con olio e sale, eventualmente rosolato su una superficie molto calda (una volta si usava la parte superiore della stufa, oggi è utilizzabile un'apposita griglia metallica doppia a maglie fitte, posta direttamente su una fiamma bassa del fornello di cucina, a gas) fino a renderlo morbido e quasi non più croccante e poi privato della buccia. In Piemonte è servito anche come antipasto in grosse fette (due o tre per bacca, crude o rosolate e sbucciate) ricoperte sulla superficie "interna" di bagna càuda.

## Valori nutrizionali
I valori nutrizionali del peperone possono variare in base alle diverse varietà; i seguenti valori sono la media tra le varietà note come "peperone giallo", "peperone rosso" e "peperone verde", per 100 g di alimento:
- Acqua 92,0-93,9 g
- Carboidrati 4,6-6,3 g
- Proteine 0,9-1,0 g
- Grassi 0,2-0,3 g
- Valore energetico 20-27 kcal (84-113 kJ)

Contiene inoltre vitamine, in prevalenza Vitamina C, (valori per 100 gr di parte edibile):
- Vitamina B1 mg 0,05
- Vitamina B2 mg 0,07
- Vitamina A mcg 139
- Vitamina C    mg 151